# Giovanni Cinelli Calvoli
Giovanni Cinelli Calvoli (Florence, 26 février 1625 - Lorette, 18 avril 1706), est un médecin, érudit et bibliographe toscan.

## Biographie
Giovanni Cinelli Calvoli nait à Florence le 26 février 1625. Il fait ses études à l’Université de Pise, où l’un de ses professeurs est Evangelista Torricelli. Reçu docteur en philosophie et en médecine, il se marie et retourne à Florence en 1651. Il est appelé cinq ans après à enseigner à Porto-Longone, localité de l’Île d'Elbe. La perte de sa femme, qui lui laisse quatre enfants, le force à s’établir au bourg St-Sépulcre, près de Florence. Il s’y remarie, et ses enfants grandissant, les besoins de leur éducation le rappelèrent à Florence où il fait la connaissance de Antonio Magliabechi, savant et garde de la bibliothèque du grand-duc où Cinelli fait des recherches sur l’histoire littéraire de la Toscane et sur les auteurs s'y afférant. Il rassemble des petits opuscules rares et les publie par cahiers, sous le titre de Biblioteca volante, scanzia 1, 2, 3, 4, etc., in-8°. L’auteur joint parfois des critiques en note au titre des ouvrages comme dans le 4e cahier, au sujet d’une discussion entre deux médecins de Florence dont l'un, médecin du grand-duc Cosme III de Médicis, accuse Cinelli de calomnie, l’attaque en justice et le fait condamner à retirer l’édition de ce 4e cahier qui est brûlé publiquement par l’exécuteur de la justice.
Une fois libéré, Cinelli quitte Florence et sa famille pour Venise et y fait imprimer un écrit intitulé : Giustificazione di Giovanni Cinelli où il fait part de son ressentiment. De Venise, il revient à Bologne où il est accueilli par les savants de l’Accademia dei Gelati ; il va à Modène enseigner la langue toscane tout en exerçant la médecine et continue à publier des tablettes et cahiers de sa Bibliothèque volante.
Cinelli est choisi, en 1609, par le cardinal Bichi, évêque d’Ancône, pour être son premier médecin. À la mort du prélat il continue à exercer à la Sainte Maison de Lorette où il meurt après une brève maladie le 18 avril 1706.

## Publications
- Giovanni Cinelli Calvoli avait  publié 16 cahiers, ou scanzie de sa Bibliothèque volante, et rédigé le 17e et le 18e. Le docteur Dionisio Andrea Sancassani, les publia et en forma deux autres grâce aux  matériaux recueillis par Cinelli. Sancassani les réunit par ordre alphabétique : Biblioteca volante, Venise, Albrizzi, 1734, 4 vol. in-4°[3].
- L'édition originale  Biblioteca degli scrittori Fiorentini e Toscani réduite à 12 volumes par le chanoine Antonio Maria Biscioni sont conservés dans la bibliothèque Magliabecchienne à Florence.